# Ro-63
Ro-63 — підводний човен Імперського флоту Японії, який брав участь у Другій світовій війні.
Корабель, який спорудили у 1924 році на корабельні компанії Mitsubishi в Кобе, належав до підтипу L4 (він же тип Ro-60) типу L.
Станом на момент вступу Японії у Другу світову війну Ro-63 належав до 33-ї дивізії підводних човнів Четвертого флоту, який відповідав за операції в Океанії. Як наслідок, корабель перебував на атолі Кваджелейн на Маршаллових островах (до середини 1942-го японські підводні сили активно використовували цю передову базу).
8—19 грудня 1941-го Ro-63 виходив з Кваджелейну для рекогносцирування розташованого майже за дві тисячі кілометрів на південний схід острова Гауленд (тут була невеличка колонія з населенням із чотирьох студентів, проте існував імпровізований аеродром). Саме рекогносцирування відбулось 14—15 грудня.
7—11 січня 1942-го Ro-63 пройшов на атол Трук у центральній частині Каролінських островів, де  ще до війни облаштували головну базу японського ВМФ у Океанії, а 15—29 січня здійснив звідси похід на південь, під час якого рекогносцирував Рабаул на острові Нова Британія (після захоплення 23 січня японським десантом стане головною передовою базою для подальшого просування на Соломонові острови та Нову Гвінею), а потім патрулював у районі мису Сент-Джордж (біля південного входу до протоки, що веде до Рабаула між островами Нова Британія та Нова Ірландія).
18 лютого 1942-го Ro-63 попрямував з Труку в район Маршаллових островів. 27 лютого на кораблі виникли проблеми з горизонтальним рулем, після чого Ro-63 двічі заходив на атол Бікіні (північно-західне завершення архіпелагу). Оскільки усунути несправність не вдалось, 2—9 березня підводний човен пройшов на Трук, а 18 березня — 3 квітня здійснив перехід із зупинкою на Сайпані (Маріанські острови) до Майдзуру (обернене до Японського моря узбережжя Хонсю), де до початку червня проходив ремонт.
У першій половині червня 1942-го Ro-63 повернувся на Трук, втім, вже 27 червня він вирушив назад до метрополії. 4 липня корабель прибув до Йокосуки, а за кілька діб після цього 33-тю дивізію перевели до П'ятого флоту, відповідального за операції у північній зоні (Хоккайдо, Курильські та Алеутські острови).
24—29 липня 1942-го Ro-63 пройшов з Йокосуки до Парамуширу (Курильські острови), звідки рушив на схід та 4 серпня прибув до Киски — одного з двох островів на заході Алеутського архіпелагу, захоплених японцями на початку червня в межах мідвейсько-алеутської операції. До кінця вересня корабель базувався на Киску, при цьому він шість раз виходив для патрулювання біля цього острова (перший раз метою виходу був пошук американських кораблів, які 7 серпня обстріляли Киску). 14 вересня під час ворожого авіанальоту на гавань Киски човен занурився, проте один з його перископів був пошкоджений від вибуху бомби у воді. 26 вересня — 5 жовтня Ro-63 пройшов до Майдзуру, при цьому з 25 вересня його дивізія належала до ескадри підводних човнів Куре (виконувала функції навчальної). 6—8 листопада 1942-го Ro-63 перейшов до Куре.
28 березня 1945-го Ro-63 вирішили використовувати як плавбазу підрозділу надмалих підводних човнів Кайру, що базувався на острові Амаміосіма (центральна група архіпелагу Рюкю). Після цього Ro-63 пройшов певну модернізацію на верфі ВМФ у Куре, де отримав 25-мм зенітний автомат та детектор радарного опромінення, а 8—13 квітня здійснив перехід на Амаміосіму, доправивши туди торпеди та запасні частини. Упродовж наступних двох тижнів корабель вдень відлежувався на дні через постійні повітряні нальоти (на цей час американці вже вели неподалік операцію по заволодінню Окінавою), а 30 квітня — 3 травня прослідував до Сасебо (обернене до Східнокитайського моря узбережжя Кюсю), де пройшов доковий ремонт.
У середині травня 1945-го Ro-63 прибув до школи підводного плавання в Отаке (район Хіросіми) та поновив свою службу як навчальний корабель.
Оголошення про капітуляцію Японії підводний човен застав у Майдзуру. В листопаді 1945-го його виключили зі списків ВМФ, а в травні 1946-го затопили у Внутрішньому Японському морі.